# IC 4796
IC 4796 је спирална галаксија у сазвјежђу Телескоп која се налази на листи објеката дубоког неба у Индекс каталогу.
Деклинација објекта је - 54° 12' 48" а ректасцензија 18h 56m 27,9s. Привидна величина (магнитуда) објекта IC 4796 износи 12,3 а фотографска магнитуда 13,3. Налази се на удаљености од 35,7 милиона парсека од Сунца. IC 4796 је још познат и под ознакама ESO 183-28, AM 1852-542, PGC 62588.